# Matthieu Bonafous
Matthieu Bonafous, né à Lyon le 7 mars 1793 et mort à Paris le 28 mars 1852, est un agronome français, connu surtout pour ses travaux sur la sériciculture et son Traité du maïs, qui contient de belles planches en couleurs.

## Biographie
Matthieu Bonafous naît le 7 mars 1793, à Lyon. Troisième fils de Mathieu Frankin et Jeanne Augustine Verne, il appartient à une famille de riches négociants protestants, originaire du Quercy, réfugiée en Piémont pendant les guerres religieuses.
Il fait ses études à Lyon, Chambéry, puis Paris, aux Jardins des plantes.
Il étudie surtout les cultures répandues dans le midi de la France, le maïs, le riz, la vigne et la soie, sujets sur lesquels il écrit en français et en italien. Il fonde des prix à l'encouragement de l'agriculture.
Il consacre sa fortune à des fondations philanthropiques et concourut à la création d'instituts agronomiques (Roville en 1826, Grignon en 1827) et de la colonie de Mettray.
Installé à Turin (Piémont), il est membre de la Société royale d'agriculture, pour laquelle il est le directeur du jardin expérimental. Sa position lui vaut d'être élu membre correspondant de la Société royale des sciences de Lyon (1825), puis de la nouvelle Académie des sciences, belles-lettres et arts de Savoie (1826). Il deviendra membre associé (agrégé) de l'Académie de Savoie, le 28 mai 1845.
Il est élu correspondant de l’Académie des sciences, dans la section d’économie rurale, en 1835.
Il est fait chevalier de la légion d'Honneur en 1833, il est alors directeur du jardin botanique de Turin.
En raison de ses différentes donations à la ville de Saint-Jean-de-Maurienne et la vallée de Maurienne, il obtient, en 1850, des « lettres de bourgeoisie ». Son nom sera également donné à une rue, en 1890,,. Il se présente à l'élection de la Chambre des députés du parlement du royaume de Sardaigne, pour le collège électoral de Saint-Jean-de-Maurienne, en 1849. Élu, l'élection est cependant annulée car l'urne électorale est restée seule durant 3 heures.
Matthieu Bonafous meurt le 28 mars 1852, à Paris.

## Décorations
Matthieu Bonafous a été fait :
- Chevalier de la Légion d'honneur (1833)

## Publications
- De l'Éducation des vers à soie, d'après la méthode du comte Dandolo, 1821 Texte en ligne
- De la Culture des mûriers, 1822
- Note sur un moyen de préserver les champs de la cuscute, Paris, 1828 ; ouvrage couronné par la Société d'agriculture de France[3]
- Coup d'œil sur l'agriculture et les instituteurs agricoles de quelques cantons de la Suisse, Paris, Mme Huzard, 1829, in-8°, 94 p.
- Note sur une nouvelle espèce de maïs, Paris, 1829
- Mémoire sur la fabrication du fromage du Mont-Cénis, Paris, Mme Huzard, 1833, in-8° avec fig. ; inséré dans les Mémoires de la Société royale et centrale d’agriculture, 1832, p. 223-241, et dans les Annales de l’agriculture française, 1832, 3e série, t. X, p. 5-16[9]
- Traité du maïs, ou histoire naturelle et agricole de cette céréale[10] [imprimé par ordre de la Société royale et centrale d’agriculture], Paris, Mme Huzard, 1833, in-8° avec fig. ; nouvelle éd. (Histoire naturelle, agricole et économique du maïs), Paris, chez Mme Huzard, et Turin, chez J. Bocca, 1836, in-folio, 181 p. et 20 pl. en taille-douce ; inséré dans les Mémoires de la Société royale et centrale d’Agriculture, Paris, Mme Huzard, 1834, p. 153-334 avec des planches ; annonce dans les Annales de l’agriculture française, août 1836, 3e série, t. XVIII, p. 128, et analyse par A. de Candolle dans les mêmes Annales, jan. 1837, 3e série, t. XIX, p. 5-27[11]. Traduit en italien par Ignazio Lomeni.
- Traité de l'éducation des vers à soie et de la culture du mûrier, suivi de divers mémoires sur l'art séricicole, 1840
- Il donne plusieurs articles à la Revue encyclopédique, aux Annales de l'agriculture française, à la Maison rustique du dix-neuvième siècle ; il est aussi l'auteur d'une Notice historique sur P.-J. Redouté dans la Biographie universelle ancienne et moderne.

Traductions at annotations d'ouvrages
- Marco Girolamo Vida : Le Ver à soie, poème de Marc Jérôme Vida, traduit en vers français, avec le texte latin en regard, 1840
- Olivier de Serres : La Cueillette de la soye par la nourriture des vers qui la font. Échantillon du Théâtre d'agriculture d'Olivier de Serres. Édition annotée par M. Mathieu Bonafous, 1843
- Uegaki Morikuni : Yosan-fi-rok. L'Art d'élever les vers à soie au Japon, par Ouekaki-Morikouni, annoté et publié par Matthieu Bonafous, ouvrage traduit du texte japonais par le Dr J. Hoffmann, 1848 Texte en ligne
- Cesare Beccaria : Principes d'économie politique appliqués à l'agriculture, 1852